# Polityka wolnego handlu
Polityka wolnego handlu – jeden z dwóch rodzajów polityki handlowej (obok protekcjonizmu). Jest to brak bezpośredniego oddziaływania rządu na wymianę handlową oraz zapewnienie swobodnego dostępu krajowym podmiotom gospodarczym do rynku zagranicznych towarów, a towarom zagranicznym dostępu do rynku krajowego. Podmioty gospodarcze mogą bez żadnych ograniczeń ustalać wielkość własnego importu oraz eksportu. 
Polityka wolnego handlu ma swoje korzenie w liberalizmie gospodarczym. Według tej koncepcji rola państwa w gospodarce powinna być minimalna, co także powinno dotyczyć wymiany handlowej. Wolny rynek zapewnia największe korzyści wszystkim uczestnikom wymiany. Założenie to opiera się na klasycznej teorii przewagi komparatywnej Davida Ricardo.
Teoria wolnego handlu zakłada równość państw uczestniczących w wymianie handlowej oraz równość korzyści. W praktyce jednak doktrynę tę propagowały kraje wysoko rozwinięte, o największej sile konkurencyjnej.
Do rozwoju wolnego handlu po II wojnie światowej przyczyniły się GATT i Światowa Organizacja Handlu. 

## Efekty ekonomiczne
Konkurencja na światowych rynkach zapewnia globalną efektywność produkcji − swoje towary mogą sprzedawać najbardziej efektywne przedsiębiorstwa, które produkują po najniższych kosztach, a kupują je konsumenci, którzy chcą i mogą zapłacić cenę światową (po uwzględnieniu kosztów transportu). W ten sposób na świecie są dostarczane i konsumowane właściwe ilości dóbr.
Korzyści z wolnego handlu wyjaśnia teoria przewagi komparatywnej, zgodnie z którą państwa specjalizują się w wytwarzaniu tych dóbr, w których produkcji są bardziej efektywne. Wolny handel jest obustronnie korzystny, nawet jeśli jedna ze stron jest zdolna do produkcji wszystkich dóbr taniej od drugiej. Polityka wolnego handlu zapewnia zatem ogółowi obu społeczeństw korzyść netto w postaci obniżonych (choćby w niewielkim stopniu) cen towarów, jednocześnie mogąc znacząco krzywdzić małą grupę dotychczasowych lokalnych producentów, która przestaje być konkurencyjna. Wolny handel jest więc w ogólnym bilansie z zasady korzystny, jednak pełna efektywność w sensie Kaldora-Hicksa może wymagać, aby część tego zysku została wykorzystana jako kompensacja strat poszkodowanej grupy.. O ile do lat 90. XX wieku uważano, że jest to problem raczej teoretyczny, o niewielkim znaczeniu praktycznym, późniejsze analizy skutków nieskompensowanych, gwałtownych zmian gospodarczych spowodowanych przez liberalizację handlu, np. USA z Chinami, pokazały, że w związku z niską mobilnością ludności i wysoką sztywnością płac faktycznie zaistniały dotkliwe, długotrwałe negatywne efekty społeczne wśród robotników amerykańskich.
Z drugiej strony, według analizy z 2016 r., obejmującej 40 państw, korzyści z liberalizacji handlu międzynarodowego czerpią przede wszystkim biedniejsi konsumenci, dla których obniżenie cen towarów jest bardziej znaczące ekonomicznie.
Ekonomista Robert Driskill sugeruje, że praktyczne wnioski wyciągane z wyników teorii przewagi komparatywnej były zbyt dogmatyczne, i bez dostatecznej uwagi względem zniuansowanych wyników empirycznych. Postuluje on, aby ekonomiści przedstawiali wiedzę o korzyściach płynących z wolnego handlu w sposób bardziej złożony, i uwzględniający również krótkoterminowe zagrożenia, jakie mogą się z nim wiązać.